# Убице мог оца (4. сезона)
Четврта сезона криминалистичке телевизијске серије Убице мог оца доступна је од 28. фебруара 2020. године на интернет платформи ЕОН. Емитовала се од 2. марта до 4. маја на каналу Нова С. Прва епизода је премијерно приказана 28. фебруара исте године на порталу .

## Радња
Прича у овој сезони базира се на решавању случаја силовања, затим ратовима криминалних кланова и коначним решењем мистерије око убица Милета Јаковљевића и Милице Деспотовић.

## Улоге

### Главне
- Вук Костић као Александар Јаковљевић
- Марко Јанкетић као Мирко Павловић
- Тихомир Станић као Предраг Марјановић
- Нина Јанковић Дичић као Јелена
- Миодраг Радоњић као Зоран Јанкетић
- Славко Штимац као Сава
- Славиша Чуровић као Мишко
- Марко Васиљевић као Горан Драгојевић

### Епизодне
- Мирјана Карановић као Загорка Обрадовић
- Бранислав Томашевић као Миша Зворник
- Марко Гверо као Витко Белић
- Борис Комненић као заступник Мајкић
- Павле Јеринић као Бађо
- Милена Васић као Биљана Мргуд
- Војислав Брајовић као Вукашин Обрадовић
- Слобода Мићаловић као Дуња Дедовић, начелница одељења за сексуалне деликте[5]
- Иван Вучковић као Газда
- Елизабета Ђоревска као Оља Јаковљевић
- Ивана Николић као Драгана Павловић
- Зоран Ћосић као Владан Савић
- Младен Совиљ као Михаило Обрадовић
- Милена Ђорђевић као Слађана Савић
- Иван Заблаћански као инспектор Влада Петровић
- Растко Јанковић као Иван
- Ивана Дудић као Миланка Дракулић
- Марко Павловски као Жара
- Барбара Брадач као Јана Павловић
- Јован Бацковић као Огњен Павловић Оги
- Никола Станковић као Урош Јованић
- Мирослав Јовић као Станко
- Александар Којић као силоватељ
- Иван Зекић као бициклиста
- Новак Радуловић као Зворников момак
- Срна Ђенадић као Ања Савић
- Анђела Трифуновић као Тањина другарица
- Предраг Бјелац као Никола Ковачевић
- Ненад Ћирић као Јаков Јованић
- Андрија Милошевић као Милош Рончевић
- Наташа Нинковић као Наталија
- Биљана Кескеновић као Анета
- Висар Вишка као Најдени
- Нада Блам као Мица
- Емилија Милосављевић као фризерка 1
- Катарина Чупић као фризерка 2
- Дамјан Кецојевић као психијатар
- Лука Антонић као полицајац у болници
- Иван Ђорђевић као Веса
- Борис Пинговић као Јован
- Радоје Чупић као уредник
- Јована Стевић као Даница
- Јелена Гавриловић као Кристина Пајовић
- Милица Јанкетић као портпаролка
- Вахидин Прелић као лекар
- Маја Шиповац као Катарина
- Маја Шаренац као Достана Рончевић
- Златан Видовић као Слободан Шаљић Шакал
- Дафина Достанић као Дафина
- Дарко Јоксимовић као судски извршитељ
- Аница Добра као Рада
- Младен Кнежевић као полицајац
- Исидора Грађанин као Тања
- Наташа Балог као заступница
- Драган Гутовић као Гута
- Ана Маљевић као дактилографкиња
- Мина Обрадовић као Лена
- Филип Станковски као Душан
- Маја Јовановић као млада новинарка
- Дејан Петошевић као полицајац портир
- Дејан Тончић као заступник Томић
- Миа Јовановић као Маша
- Ненад Окановић као Петар Копчалић Пера
- Радивој Кнежевић као Крстуловић
- Војислав Говедарица као он лично
- Марко Степановић као Срђан
- Ташана Ђорђевић као газдарица
- Никола Илић као Гојко
- Милан Богојевић као специјалац
- Милан Чучиловић као полицајац
- Марко Недељковић као Нешковић
- Енес Хамидовић као ћелави момак
- Александар Стојић као тетовирани
- Теодора Гачић као девојка
- Јована Јелић као Петра
- Мина Алексић као медицинска сестра
- Весна Станојевић као Јованка
- Петар Личанин као специјалац
- Алекса Илић као портир
- Дејан Новаковић као пролазник
- Слађана Пајчић као старија госпођа
- Ђорђе Ерчевић као телохранитељ Лазар
- Срђан Пантелић као телохранитељ Срђан
- Марко Пауновић као Марко
- Софија Нешковић као келнерица

### Гост
- Александра Пријовић као Мила

## Епизоде
| Бр. у серији | Бр. у сезони | Назив          | Редитељ        | Сценариста      | Премијерно емитовање |
| --- | ------------ | -------------- | -------------- | --------------- | -------------------- |
| 34 | 1            | „Епизода 4.1”  | Иван Живковић  | Наташа Дракулић | 2. март 2020.        |
| Пронађено је тело брутално убијене студенткиње у Београду, а сумња се да је жртва била и силована. Док се сви у полицији питају где је нестао инспектор Јаковљевић, рат нарко кланова се наставља |              |                |                |                 |                      |
| 35 | 2            | „Епизода 4.2”  | Мирослав Лекић | Наташа Дракулић | 9. март 2020.        |
| Након тешког разговора са Марјановићем, Александар се виђа и са мајком после дуго времена. Ван себе од беса након преживљеног атентата, Миша Зворник мора да сазна ко му ради о глави. Полиција приводи Уроша Ј., бившег дечка убијене студенткиње на основу ранијих претњи и порука које је слао. |              |                |                |                 |                      |
| 36 | 3            | „Епизода 4.3”  | Иван Живковић  | Наташа Дракулић | 16. март 2020.       |
| Док Никола шаље судске извршитеље у Ситиленд, улице Београда су препуне нових лешева у обрачуну нарко картела, такође Миша Зворник се сурово свети. Због трагичних догађаја у полицијској станици, новинари опседају зграду, а Мирко осећа велику одговорност, истовремено растрзан породичним проблемима. Зоран тражи савет од Марјановића, али овога само мучи Александров ултиматум на који мора невољно да пристане.                                                                      |              |                |                |                 |                      |
| 37 | 4            | „Епизода 4.4”  | Коста Ђорђевић | Наташа Дракулић | 23. март 2020.       |
| Мирко пуца пред Драганом јер не може више да одржи привид нормалног живота а истовремено мора да настави истрагу. Урошева породица врши притисак над полицијом окривљујући их за синовљеву смрт, док се новинари не смирују. Александар диже зид између Јелене и себе и посвећује се свом новом послу. Испод жита, ради оно што га једино и занима знајући да све мора добро да сакрије од Марјановића. Никола полако приводи свој велики план преузимања Ситиленда крају.                    |              |                |                |                 |                      |
| 38 | 5            | „Епизода 4.5”  | Мирослав Лекић | Наташа Дракулић | 30. март 2020.       |
| Никола је бесан на Обрадовићку због постављања Јаковљевића на место начелника одељења за наркотике. Форензичарима стижу лоше вести и читава истрага око силовања мора да се врати на почетак. Мирко и Дуња су очајни и плаше се да би манијак опет могао да нападне. Александар добија информације да Миша Зворник стоји иза последњих убистава у граду. На своју руку преузима наредне потезе, као и увек.                                                                                   |              |                |                |                 |                      |
| 39 | 6            | „Епизода 4.6”  | Иван Живковић  | Наташа Дракулић | 6. април 2020.       |
| Марјановић покушава да обузда Мишу Зворника по Обрадовићкином налогу. Иако примећује његову осионост, он још увек мисли да га држи под контролом. Александар увлачи Мирка у своје тајне планове. Дешава се ново силовање и полиција је у мат позицији. Зоран сваљује кривицу на Мирка и долази до великог раздора међу њима. |              |                |                |                 |                      |
| 40 | 7            | „Епизода 4.7”  | Мирослав Лекић | Наташа Дракулић | 13. април 2020.      |
| После новог убиства, Александар одлучује да опет стисне Мишу Зворника што ће Марјановић прекасно сазнати. Јелена интензивно помаже колегама око случаја силовања, само да скрене мисли од бола због раскида са Александром. Притисак јавности и породице Јованић над полицијом постаје несношљив. Николи се жури да што пре преузме Ситиленд, поготово што и Наталија долази код њега. |              |                |                |                 |                      |
| 41 | 8            | „Епизода 4.8”  | Иван Живковић  | Наташа Дракулић | 20. април 2020.      |
| Александар добија од Николе чудан захтев. Зоран, сам увидевши пропусте у истрази око силовања, додељује случај Горану. Јаков Јованић сазнаје ужасну истину. Обрадовићкини проблеми са сином и мужем се појачавају, свесна је да ће морати што пре да их пошаље негде али биће већ касно. Александар и Мирко крећу у акцију која ће преокренути све. |              |                |                |                 |                      |
| 42 | 9            | „Епизода 4.9”  | Маша Нешковић  | Наташа Дракулић | 27. април 2020.      |
| Након сазнања да Миша Зворник држи њеног сина, Обрадовићка тражи помоћ од Николе и Марјановића. Никола у тајности одлучује да је пусти низ воду док јој Марјановић уз помоћ Александра тражи сина. Александру само није јасан Марјановићев мотив али пристаје јер је он крив што се отмица догодила. Јаков Јованић распушта послове затечен истином о смрти свог сина. Наталија напада Јована. Силоватељ поново напада, и то неког ближе полицији него што је било ко могао да претпостави... |              |                |                |                 |                      |
| 43 | 10           | „Епизода 4.10” | Мирослав Лекић | Наташа Дракулић | 4. мај 2020.         |
| Расветљење случаја силовања после неочекиваних обрта доноси велико растерећење свима упркос горчини због изгубљеног времена и погрешних корака. Горан, иако незадовољан, добија све похвале за истрагу. Наталију након покушаја убиства Јована, ипак морају да пусте из затвора. Александар покушава да се извине Јелени пре него што оде да ухапси човека за којег зна да стоји иза убиства његовог оца. Никола спрема бекство из земље.                                                     |              |                |                |                 |                      |

## Филмска екипа
- Режија: Мирослав Лекић
Иван Живковић 
 Маша Нешковић 
 Коста Ђорђевић 
 Милош Кодемо
- Сценарио: Наташа Дракулић
- Продуценти: Предраг Гага Антонијевић
 Макса Ћатовић 
 Марко Мишковић 
 Иван Живковић
- Извршни продуцент: Петар Вукашиновић 
 Милош Кодемо
- Директор серије: Владимир Васиљевић
- Директор Фотографије: Милош Кодемо 
 Бојана Андрић
- Монтажа: Филип Дедић
 Михаило Шуљагић
- Композитор: Александра Ковач
 Роман Горшек
- Костим: Сенка Кљакић
- Сценографија: Ивана Ловре
- Помоћник режије: Маша Нешковић
- Продукција: Јунајтед медија 
 Извршна продукција Данделион продакшн 
Филм данас